# بيترو بارولين
بيترو بارولين (بالإيطالية: Pietro Parolin) هو كاردينال وسياسي إيطالي فاتيكاني، ولد في 17 يناير 1955 في قرية سكيافون في فينيتو في إيطاليا، يشغل منذ أكتوبر 2013 منصب السكرتير الكاردينالي لدولة الفاتيكان، وهو أيضاً عضو في مجمع الكرادلة.
عمل قبل ذلك بمهام دبلوماسية في نيجيريا والمكسيك وفنزويلا لمدة 6 سنوات وهو يتقن التكلم باللغات الإيطالية والفرنسية والإنجليزية والإسبانية.
ويُعتبر أحد المرشحين لخلافة البابا فرنسيس.

## حياته المبكرة
وُلِد بارولين في سكيافون في مقاطعة فشنزة. والده لويجي بارولين (1965-1921) صاحب متجر أجهزة كمبيوتر، ووالدته آدا ميوتي (2024-1928) معلمة مدرسة ابتدائية، ولديه أخت وأخ. توفي الأب في حادث سيارة حين كان بارولين في العاشرة من عمره. بدأ بارولين دراساته العليا في القانون الكنسي في الجامعة الغريغورية الحبريّة وفي دراسة الدبلوماسية في الأكاديمية البابوية الكنائسية بعد رسامته في 27 أبريل من عام 1980. التحق بالخدمة الدبلوماسية للكرسي الرسولي في عام 1986 حين كان في سن 31. وخدم لمدة ثلاث سنوات في السفارة البابوية في نيجيريا حيث أصبح على دراية بمشاكل العلاقات المسيحية الإسلامية.
ساهم بارولين خلال عمله في السفارة البابوية في المكسيك بين عامي 1989 و1992، في المرحلة الأخيرة من العمل الذي بدأه رئيس الأساقفة غيرولامو بريغيوني، ما أدى إلى الاعتراف القانوني بالكنيسة الكاثوليكية في عام 1992 وإقامة علاقات دبلوماسية بين الكرسي الرسولي والمكسيك بعد 130 عامًا. أدت هذه المفاوضات إلى تخلّي المكسيك رسميًا عن طابعها العلماني المناهض لرجال الدين، وامتدّ ذلك ليشمل دستورها. عمل بارولين في روما أيضًا حيث كان مديرًا إقليميًا لإسبانيا وأندورا وإيطاليا وسان مارينو.
تعاون بارولين مع الأسقف أتيليو نيكورا منذ عام 2000 على تنفيذ مراجعة اتفاقية لاتيران لعام 1984، مع إشارة خاصة إلى النظام العسكري الإيطالي.

## وكيل وزارة الخارجية للعلاقات الدولية
شغل بارولين منصب وكيل وزارة الخارجية للعلاقات الدولية منذ 30 نوفمبر في عام 2002 وحتى 17 أغسطس في عام 2009. وبذل جهودًا جبارة في الفاتيكان للموافقة على معاهدة الحد من انتشار الأسلحة النووية وتنفيذها. وأشار بارولين في كلمته أمام الوكالة الدولية للطاقة الذرية في 18 سبتمبر من عام 2006، في مقرها في فيينا، إلى هذه المعاهدة بأنها «الأساس لنزع السلاح النووي، وعنصرٌ مهمٌّ من أجل تطويرٍ أبعد لتطبيقات الطاقة النووية لأغراضٍ سلميّة». وقال: «لا ينبغي السماح بإضعاف هذه المعاهدة، بوصفها الصك القانوني متعدد الأطراف الوحيد المتاح حاليًا، والهادف إلى إيجاد عالم يخلو من الأسلحة النووية. فالإنسانية لا تستحق أقل من تعاونٍ كامل بين جميع الدول لحلّ هذه المسألة المصيرية». وصرّح بارولين فيما يتعلق بالمفاوضات الدولية المرتبطة بالبرنامج النووي الإيراني: «يمكن التغلب على، بل يجب، التغلب على الصعوبات الحالية عبر القنوات الدبلوماسية باستخدام جميع الوسائل المتاحة التي أراها ضروريةً لإزالة جميع العوائق أمام الثقة المتبادلة بين الأطراف».
جادل بارولين خلال افتتاح دورة الأمم المتحدة في سبتمبر من عام 2007 قائلًا: «كثيرًا ما نسمع في أروقة الأمم المتحدة عبارة 'مسؤولية الحماية'. ويعتقد الكرسي الرسولي أن هذا ينطبق أيضًا على سياق تغير المناخ. إذ تتحمل الدول مسؤولية مشتركة في حماية مناخ العالم من خلال التخفيف من آثاره/التكيف معه، والأهم من ذلك، مسؤولية مشتركة في حماية كوكبنا وضمان عيش الأجيال الحالية والمستقبلية في بيئة صحية وآمنة». مثّل بارولين الفاتيكان في مجموعة متنوعة من المهام الحساسة، بما في ذلك رحلات إلى كوريا الشمالية وفيتنام، بالإضافة إلى مؤتمر أنابوليس حول الشرق الأوسط في عام 2007 الذي دعت إليه إدارة بوش لإحياء محادثات السلام الإسرائيلية الفلسطينية.
تعامل بارولين بصفته «نائب وزير خارجية» الفاتيكان مع جميع الملفات الحساسة المرتبطة بعلاقات الكرسي الرسوليّ مع فيتنام (كان مسؤولًا جزئيًا عن تمهيد الطريق لإقامة علاقات دبلوماسية كاملة بينهما) والقضايا القانونية بين الفاتيكان وإسرائيل التي لا تزال عالقة حتى اليوم. وأُعيد التواصل المباشر مع الصين في بداية حبرية البابا بنديكتوس السادس عشر. وخلال فترة عمله كوكيل وزارة، حقق بارولين إنجازات مهمة، مثل توطيد العلاقات بين الكرسي الرسولي وفيتنام، وإعادة التواصل المباشر مع بكين في عام 2005، والمساعدة في تأمين تحرير 15 من أفراد البحرية البريطانية الذين اعتقلتهم القوات الإيرانية في الخليج العربي في أبريل من عام 2007.

## السفير البابوي
عيّن البابا بنديكت السادس عشر، بارولين أسقفًا من دون أبرشية (أسقفًا فخريًّا) لأساقفة أكويبنديوم وسفيرًا بابويًا في فنزويلا في 17 أغسطس في عام 2009، وعيّنه كذلك بمشاركة الكاردينال تارسيسيو بيرتوني والكاردينال ويليام ليفادا، كاهنًا في 12 سبتمبر في عام 2009. وكان من المتوقع أن تكون مهمة فنزويلا صعبة، نظرًا لتصاعد الصراعات بين الدولة والكنيسة الرومانية الكاثوليكية في فنزويلا مع سعي الرئيس هوغو تشافيز إلى تعزيز ثورته الاشتراكية.

## السكرتير الكاردينالي لدولة الفاتيكان
عيّن البابا فرنسيس بارولين سكرتيرًا لدولة الفاتيكان خَلَفًا للكاردينال تارسيسيو بيرتوني في 31 أغسطس في عام 2013، وتسلّم بارولين منصبه في 15 أكتوبر. أصبح بارولين في سن الثامنة والخمسين أصغر سكرتير دولة منذ عام 1929، حين عُيّن الكاردينال يوجينيو باتشيلي (الذي أصبح لاحقًا البابا بيوس الثاني عشر) في هذا المنصب وهو في الثالثة والخمسين من عمره. وقال في معرض ذلك: «لقد منحت مبادرات البابا منصب سكرتير الدولة زخمًا، وخلقت اندفاعًا دبلوماسيًا جديدًا أيضًا». وحين سُئل عما إذا كان سيترأس حملة دبلوماسية جديدة من أجل السلام، أشار إلى أنها مسألة معقدة، لكنه عبّر بقوله: «نعم، آمل أن نتمكن من استعادة هذا الزخم». مضيفًا: «لدينا هذه الميزة العظيمة فيما يتعلق بالكنائس الأخرى والأديان الأخرى: يمكننا الاعتماد على حضور مؤسسي دولي من خلال الدبلوماسية».
عُيّن بارولين لفترة ولاية مدتها خمس سنوات قابلة للتجديد كعضو في مجمع الأساقفة في 16 ديسمبر. وفي 19 فبراير من عام 2014، عُيّن عضوًا في مجمع الكنائس الشرقية. وأصبح بارولين أول كاردينال للبابا فرانسيس حين عُيّن كاردينال كاهن في سانتي سيمون إي جودا تاديو في توري أنجيلا، في مجمعٍ بابويّ عام، في 22 فبراير من عام 2014. حضر بارولين اجتماعات مجلس مستشاري الكرادلة على نحوٍ منتظم، وأصبح العضو التاسع في المجلس في يوليو من عام 2014.
دعا الرئيس الفنزويلي نيكولاس مادورو بارولين في عام 2014، للتوسط في محادثات بين حكومته والمعارضة، أملًا في وقف العنف الذي أودى بحياة عشرات، في أسوأ اضطرابات شهدتها البلاد منذ عقد. وطلب مادورو أن يُعيّن بارولين، السفير البابوي السابق لدى فنزويلا، «كشاهد حسن نيّة» على الحوار الذي اتفقت عليه الأطراف بعد شهرين من الاحتجاجات. وكان ائتلاف المعارضة الفنزويلية قد أشار إلى أن السفير البابوي الحالي، رئيس الأساقفة ألدو جيوردانو، سيحضر المحادثات الرسمية الأولى. وأكد هنريك كابريليس، مرشح المعارضة للرئاسة مرتين الذي خسر بفارق ضئيل في الانتخابات أمام مادورو في العام السابق، مشاركته في المناقشات تلك.

## روابط خارجية
- بيترو بارولين على موقع مونزينجر (الألمانية)
- بيترو بارولين على موقع قاعدة بيانات الفيلم (الإنجليزية)